# Quantanthura menziesi
Quantanthura menziesi är en kräftdjursart som beskrevs av Brian Frederick Kensley och Koening 1979. Quantanthura menziesi ingår i släktet Quantanthura och familjen Anthuridae. Inga underarter finns listade i Catalogue of Life.